# Amphibolidae
Die Amphibolidae sind eine Familie mariner Schnecken aus der Ordnung der Lungenschnecken (Pulmonata). Einen gängigen deutschsprachigen Namen gibt es nicht. Sie leben primär im Küstenbereich des Indopazifiks.

## Merkmale
Die Tiere haben einerseits eine als Lunge dienende Mantelhöhle, mit der sie Luftsauerstoff aufnehmen, wie dies für Lungenschnecken typisch ist. Andererseits haben sie sowohl einen Schalendeckel (Operculum), wie er für viele Meeresschnecken typisch ist, sowie teilweise auch eine freischwimmende Veliger-Larve. Sie gelten aufgrund dieser Merkmalskombination vielfach als die ursprünglichsten lebenden Vertreter der Lungenschnecken.

## Verbreitung und Artenzahl
Die Amphibolidae kommen im Indopazifik von Australien bis zum Arabischen Golf vor. Sie leben im Küstenbereich in der Mangrove, in Salzwiesen und auf Schlammbänken von Ästuaren.

## Paläontologie
Fossil ist die Familie erst ab dem Pliozän bekannt.

## Systematik
Äußere Systematik: Die Familie wird hier provisorisch zur paraphyletischen Gruppe der Wasserlungenschnecken i. w. S. („Basommatophora“) gerechnet. Ihre genaue Stellung im taxonomischen System ist noch nicht endgültig geklärt. Vielfach wird ihr der Status einer eigenen Überfamilie Amphiboloidea verliehen.
Innere Systematik: Die systematische Unterteilung ist derzeit im Flusse. Die folgende Übersicht ist ein Kompromiss zwischen traditionellen und neueren systematischen Vorschlägen und teilt die Familie in die folgenden vier Gattungen ein:
- Amphibola Schumacher, 1817, nur 1 Art (Amphibola crenata), Neuseeland
- Lactiforis Golding, Ponder & Byrne, 2007
- Naranjia Golding, Ponder & Byrne, 2007
- Salinator Hedley, 1900; ca. 6 Arten, Australien und Südostasien

Neuere Untersuchungen stellen die bisherige Art Salinator takii in die neu geschaffene Gattung Lactiforis; die Art Salinator solida wird in den Rang einer neuen Familie Phallomedusidae erhoben und in die neu geschaffene Gattung Phallomedusa gestellt. Daneben wird eine weitere neue Familie Maningrididae (mit der Art Maningrida arnhemensis) geschaffen. Die taxonomische Stellung mehrerer weiterer beschriebener Arten ist noch weitgehend unsicher. Alle drei Familien (Amphibolidae, Phallomedusidae und Maningrididae) werden von den genannten Autoren in die Überfamilie Amphiboloidea gestellt.